# خواجه احمد عباس
خواجه احمد عباس (زاده ۷ ژوئن ۱۹۱۴ - درگذشت ۱ ژوئن ۱۹۸۷)کارگردان فیلم، فیلم‌نامه‌نویس، روزنامه‌نگار، ستون‌نویس، و نویسنده اهل هند بود. وی بین سال‌های ۱۹۳۵ تا ۱۹۸۷ میلادی فعالیت می‌کرد. او برندهٔ چهار جایزه ملی فیلم شده‌بود و فیلم‌نامه‌نویس فیلم‌های مشهور راج کاپور بوده‌است.